# 棉襖 (稱呼)
棉襖（羅馬化：Vátnyk，羅馬化：Vátnyk，羅馬化：Vatnik），形容眾數則稱為棉被（羅馬化：Vatnyky），或棉絮（羅馬化：Váta），是俄羅斯及烏克蘭新詞、俚語、迷因和虛構角色。
此稱呼是包括俄反對派及烏克蘭人在內的東歐人在網路上對支持俄羅斯現代政治體制及其內外政策、極端愛國、持後蘇聯心態、支持俄羅斯政府的堅定俄羅斯民族主義的追隨者之貶稱。
該稱呼的詞義被視為含貶義的粗直語，部份觀點視其為仇恨言論。此稱呼常見於俄烏關係的討論，用作描述親俄派；對應的稱呼刁草（Укроп）用於描述親烏派。
除俄語外，此稱呼還用於烏克蘭語、白俄羅斯語、拉脫維亞語和立陶宛語。跟許多粗直語一樣，「棉襖」也被用作諷刺意味的自嘲之用。

## 起源
這個稱呼來自俄羅斯於絎縫夾克，是蘇聯及俄羅斯基層的本土常見服裝，並且在2011年俄羅斯國家杜馬選舉後引起的大規模抗議前幾個月，在社交媒體VKontakte中一個自由主義取向，有25000名訂閱者的網路社區「拉什卡－方形棉襖」（Рашка — квадратный ватник）中首次出現。「拉什卡」（Рашка）是對俄羅斯的貶稱，源於該國名稱的英文發音加上俄語-k小後綴。此網路社區後以發佈「俄羅斯總統穿著納粹制服的照片」和「冒犯俄羅斯民族和現任政府代表」為由被法院下令關閉。
「棉襖」的擬人化由群主，前極右組織俄羅斯民族團結成員，後成自由主義者的俄羅斯新羅西斯克藝術家安東·查德斯基（Антон Чадский）以網名「Jedem das Seine」借鑒了卡通人物海綿寶寶創作，並在2011年9月9日發佈在網上：一個以俄羅斯國旗為背景，喝醉酒，身上有與其他「棉襖」毆打的痕跡，瘀傷黑眼睛和紅色酒糟鼻的灰色方形連指手套形狀男人，以顯示「政治媚俗的一個例子」。根據查德斯基的說法，「棉襖」的形象收集了典型俄羅斯人所有負面品質，並譴責俄羅斯社會中發生的不健康現象。正如查德斯基所說，互聯網迷因「結合了左派、右派、中間派、民族主義者、共產主義者的所有特徵 ——所有所謂的俄羅斯愛國者」。並指出「『棉襖』的愛國主義是對現政權的完全熱愛」。
2012年，迷因在俄羅斯網路社區廣為流傳。2011年－2013年俄羅斯示威時，人們帶著描繪「棉襖」的海報來到博洛特納亞廣場示威。2014年俄烏戰爭爆發後，該迷因流傳到東歐各國網路社區，尤其是烏克蘭。
2015年初安東·查德斯基報告稱，他因擔心受到俄羅斯政府的政治迫害，於2014年11月被迫離開俄羅斯前往烏克蘭基輔，並計劃移居德國柏林。

## 2014年後
2014年，在烏克蘭廣場革命背景下，俄語衍生出多個反俄貶義詞，迅速在網絡環境中流行起來，其中使用最多的是帶有貶義的「棉襖」。該稱呼已在反俄社群中得到普遍接受。「棉襖」並成為廣場革命支持者對烏克蘭和俄羅斯內部對手的稱呼 。在俄羅斯境內，「棉襖」開始被反對派用來形容思想保守的俄羅斯人。同時，網絡俚語中的「棉絮」一詞失去了2003年以來存在的委婉含義，意為「失敗」。「棉絮」成為「棉襖」的代名詞。然而，「棉襖」一詞的政治含義尚未在俄羅斯人的日常生活中植根，其僅在互聯網上傳播。
2017年，一名薩拉托夫居民因在VKontakte發表「安排一場大屠殺」的針對「棉襖」組織言論 ，被法院根據《俄羅斯聯邦刑法》第282條判處160小時強制勞動。檢察官辦公室為了確定原告仇恨對象，在起訴書中使用了「棉絮／棉襖」一詞。

## 語言學
像許多粗直語一樣，「棉襖」這個詞經歷了貶稱的典型演變——被攻擊的群體首先賦予這個詞一個中性或積極的意義，然後開始用這個意義來認同自己（參見丐軍）。出現了詩歌《我是棉襖和科羅拉多》（Ватник я и колорад，「科羅拉多」指「科羅拉多金花蟲」，因顏色接近喬治絲帶，因此借喻為俄羅斯民族主義者），《我是不朽軍團的棉襖》（Я ватник из бессмертного полка）和歌曲《我是棉襖，我是同一個科羅拉多》（Я ватник, я тот самый колорад）。

## 評論

### 出現
記者康斯坦丁·斯科爾金（Константин Скоркин）表示，「棉襖」迷因是「與斯大林的個人崇拜有關的俄羅斯愛國主義象徵」，然而，在對立的情況下，最初嘲笑「極端愛國主義的醜陋形式」的「棉襖」和「刁草」等詞卻成為「每個人都排在另一對立面」的標籤；斯科爾金認為，在日益非人化的背景下，使用這種詞彙是一種典型的「非友即敵」劃分。語言學博士候選人伊琳娜·列萬蒂娜（Ирина Левонтина）指出，在俄烏戰爭的背景下，「棉襖」一詞最初被用作「照單全收電視宣傳的俄羅斯帝國意識愚蠢載體」，後來被攻擊者將之採用為自稱。於是「擁護帝制的人」開始說：「對，我們是棉襖，我是棉襖，我是棉襖。」語言學家將這種情況比作「無套褲漢」這個詞，起初是一種貶稱，後來成為法國大革命者的自稱。

### 特徵
根據人類學家和民俗學家M·D·阿列克謝耶夫斯基（М. Д. Алексеевского）的說法，網路文化中「棉襖」的特徵是「『克瓦斯愛國主義』、仇外心理和反猶主義的挑釁形象」。根據烏克蘭記者奧列格·卡爾皮亞克（Олега Карпьяка）的說法，「棉襖」是「一個堅定的俄羅斯愛國者的集體形象，狂熱地致力於『俄羅斯世界』的理念」。

### 「仇恨言論」
俄羅斯語言學家加桑·侯賽諾夫（Гаса́н Гусе́йнов）對這個詞作了這樣的評價：「棉襖是為窮人、弱勢群體準備的一件衣服，他們一無所有，隨時準備穿到生命的盡頭。它表示一個基層無法反抗那些壓迫他一生的人。這是一個非常令人反感的詞。」侯賽諾夫認為這個詞是在俄烏衝突背景下出現其中一種「仇恨言論」的表達方式之一。其他專家也做出了類似的評估。語言學家馬克西姆·克龍高茲（Макси́м Кронга́уз）指出，這個「仇恨言論」也有社會含義，因為棉襖是「不是社會最高階層」的衣服。克龍高茲認為，「當一方或另一方被創造出冒犯性稱呼時，就會產生特別的仇恨言論，因為我們熟悉的卡扎普、莫斯卡爾和一撮毛（Хохол）已不再冒犯任何人：它們反感度已減弱。因此，形容親俄公民的稱呼『棉襖』出現了——這裡不僅是民族色彩，而且是社會色彩：棉襖是社會最下層的衣服（或者是營地的衣服，或者是工人的衣服），因此也是社會地位上的貶低。」
索瓦（Сова）信息分析中心的資料指出，在這場衝突的背景下，這個詞經常被俄羅斯民族主義者和廣場革命支持者使用，形容「懷念蘇聯家長式領導的俄羅斯支持者」。在烏克蘭電視頻道《聯合24》網站上發表的一篇文章中，「棉襖」一詞被解釋為「積極支持『俄羅斯世界』理念與偉大的蘇聯過往之俄羅斯人和烏克蘭人」，而「俄羅斯世界」一詞被理解為「恢復俄羅斯對前蘇聯所有領土的中心主義影響之想法」。
文化學家D·A·拉琴科（Д. А. Радченко）和A·S·阿爾希波娃（А. С. Архипова）指出了「棉襖」與「靴子」（Валенок）這個詞的語義配對（對心胸狹隘、未受過教育、「遲鈍」的人不屑一顧的俚語）。
俄羅斯語言學家阿列克謝·米赫耶夫（Алексей Михеев）指出，在2015年，「像『棉襖』和『刁草』這樣的冒犯性詞語改變了意義……它們開始被諷刺地用來自嘲，這些詞語的語義變得模糊。」米赫耶夫指出，這些詞開始被用作「自相矛盾的標識」和「投入使用」，比如「我是棉襖，我為此感到自豪」。俄羅斯語言學家、語言學博士候選人、俄羅斯科學院俄語研究所高級研究員伊琳娜·萊文蒂娜（Ирина Левонтина）也對此提出了關注。《俄羅斯報》附錄中的一篇文章，作為對宣傳使用「棉襖」一詞的回應，建議回顧相關服裝在俄羅斯歷史上的作用。
2015年10月，烏克蘭媒體在基輔討論創建一本涵蓋頓巴斯戰爭的特殊詞典的想法，以促進使用中性字眼來描述衝突。此外，烏克蘭信息政策部副部長塔蒂亞娜·波波娃（Татьяна Попова）隨後表示，建議記者避免使用「冒犯某人」的詞語，例如「棉襖」。

## 衍生
與此同時，出現了「繡娘」（Вышиватника）的稱呼，以形容烏克蘭的沙文愛國主義支持者。它結合了兩個詞：「維什萬卡」和「棉襖」，「繡娘」對那些不認同他觀點的人持極度消極的態度，就像「棉襖」一樣咄咄逼人。
在俄烏戰爭中，除了「刁草」稱呼外，還有烏克蘭版本的「棉襖」——一個漫畫互聯網模因「油封」（Сальник），它與「棉襖」有許多相似之處，並展示了負面特徵，形像以一塊帶有小俄羅斯文化特徵（烏克蘭哥薩克劉海、圍巾）的脂肪裝飾。

## 外部鏈接
- Vatnik on Lurkmore （俄語）
- Brief history of "vatnik" term （页面存档备份，存于） (video)